# Пужник голий
Пужник голий (Turritis glabra L., адолім, молодика, трава вус, польовий ленок, пужник) — однорічна і дворічна висока сиза рослина родини капустяні (Brassicaceae) із прямостоячим стеблом.

## Опис
Прикореневі листки крупнозубчасті, стеблеві листки сидячі, яйцеподібно-ланцетні. Квітки дрібні, жовтувато-білі, із шістьма тичинками і однією маточкою. Стручки довгі, лінійні, розкриваються, притиснуті до стебла. Висота 50–125 см. Стеблові листки охоплюють стебло. Пелюстки 5–7.5 мм завдовжки, з довгими нігтиками. Стручки 3–5 см завдовжки. Насіння 0.6–1.2 × 0.5–0.9 мм. 2n = 12, 16, 32.
Час цвітіння — травень — липень. Це також найкращий час для збору сировини (стебла, листки, квітки, молоді стручки).

## Поширення
Поширений у Євразії, Північній Африці, Канаді й США.
Росте по узліссях лісів, чагарниках, галявинах, по схилах і пагорбах, іноді як бур'ян у полях в багатьох областях України.

## Хімічний склад
Не вивчений. Смак рослини трохи гострий, гіркуватий.

## Застосування
Водний настій трави застосовують як сечогінне при водянці і особливо при ревматизмі, внутрішніх запальних процесах.